# Montañas nevadas Mainri
Meili Xue Shan (chino 梅里 雪山)  o Montañas nevadas Mainri es una cordillera montañosa en la provincia china de Yunnan. Se encuentra cerca del límite noroeste de la provincia y está delimitada por el río Salween en el oeste y el Mekong en el este. Los Meili son subcadenas de las montañas Nu más grandes, y una cordillera constituyente del grupo montañas Hengduan.
La cresta de la cordillera se eleva a más de 6000 metros sobre el nivel del mar, lo que forma una impresionante prominencia sobre los valles de los ríos hacia el este y el oeste, que están entre 1500 m y 1900 m de elevación. El pico más alto es el Kawagarbo, que se eleva a 6740 metros. El Kawagebo se considera sagrado para los budistas tibetanos. Otros picos significativos son: el Mianzimu, Cogar Laka y Jiariren-an. Debido a restricciones y condiciones peligrosas, ninguno de los picos principales en la cadena ha sido escalado.
En enero de 1991, seis alpinistas chinos y once japoneses perdieron la vida por una avalancha, uno de los peores accidentes de escalada en China.   